# Krzysztof Pyrć
Krzysztof Pyrć (Polonia, 1979) es un científico, virólogo, y profesor de ciencias biológicas polaco trabaja en la Universidad Jaguelónica.[cita requerida]

## Trayectoria
En 2003, se graduó en biotecnología con especialización en biología molecular en la Universidad Jagiellónica. Continuó sus estudios en el Centro Médico Académico de la Universidad de Ámsterdam y en la Universidad de Carolina del Norte en Chapel Hill. En 2007, obtuvo un doctorado en ciencias médicas de la Universidad de Ámsterdam, basado en la disertación 'Descubrimiento de virus y coronavirus humano NL63'. Obtuvo su título de habilitación en la Facultad de Biología y Protección Ambiental de la Universidad de Lodz en 2013, basado en el trabajo 'Infecciones virales del sistema respiratorio: modelos de investigación y detección de patógenos'. En 2019, recibió el título de profesor de ciencias biológicas.
Es autor de más de 120 publicaciones científicas en revistas como 'Nature Medicine' , 'Clinical Microbiology Reviews', 'Signal Transduction and Targeted Therapy' y 'Eurosurveillance', que en total han sido citadas más de 10 mil veces.
Desde 2008 hasta 2016, fue profesor adjunto en el Departamento de Microbiología de la Facultad de Bioquímica, Biofísica y Biotecnología de la Universidad Jagiellónica, y de 2016 a 2018, profesor extraordinario en la misma institución. De 2009 a 2016, fue el coordinador científico del programa 'Biotecnología Molecular para la Salud'. Ha dirigido numerosos proyectos de investigación, financiados entre otros por HERA, Horizon2020, IMI2, European Cooperation in Science and Technology, el Centro Nacional de Ciencia, la Fundación para la Ciencia Polaca, el Centro Nacional de Investigación y Desarrollo, y el Ministerio de Ciencia y Educación Superior, así como proyectos comerciales.
Desde 2017, es miembro del Consejo del Centro de Biotecnología de Małopolska, y desde 2018, es director del Laboratorio de Virología y creador del Laboratorio Virologico BSL3 Virogenetics en el Centro de Biotecnología de Małopolska, así como de un laboratorio infeccioso en la Facultad de Bioquímica, Biofísica y Biotecnología de la UJ.
En marzo de 2020, tras el brote de la pandemia del coronavirus SARS-CoV-2, asumió la dirección del equipo que lleva a cabo la investigación del virus en el Centro de Biotecnología de Małopolska. El 25 de marzo de 2020 fue nombrado miembro del equipo asesor del Ministro de Ciencia y Educación Superior 'para asuntos relacionados con la prevención, la lucha y la erradicación de COVID-19'. Fue uno de los firmantes de una carta abierta publicada el 31 de marzo de 2020, en la que más de quinientos cincuenta académicos, científicos, médicos y otros especialistas médicos apelaron al presidente y al primer ministro de Polonia para que pospusieran las elecciones presidenciales previstas para el 10 de mayo debido a la pandemia de coronavirus. Los firmantes de la carta pidieron que las elecciones se celebraran en otra fecha, 'en condiciones que no amenacen la salud y la vida de los ciudadanos'. Se convirtió en el vicepresidente del equipo asesor de COVID-19 en la Academia Polaca de Ciencias, miembro del consejo del programa Iniciativa Ciencia contra la Pandemia y miembro del Consejo Médico en el Consejo de Ministros. También se convirtió en experto de la Agencia de Evaluación de Tecnología Médica y Tarifas - AOTMiT en el campo del diagnóstico y terapia de SARS-CoV-2.
A partir de 2021, miembro del grupo de expertos en COVID-19 en la Comisión Europea. En los años 2020-2022, fue incluido en el grupo de las personas más influyentes de la medicina polaca.
En 2021, el profesor Krzysztof Pyrć aceptó, en vista de la crisis en los servicios de salud y la ciencia, una invitación para unirse al Consejo de Salud en el Consejo Nacional de Desarrollo del Presidente de la República de Polonia. Sin embargo, el 30 de mayo de 2023, decidió abandonar este consejo en respuesta a la firma por parte del Presidente de la República de Polonia de la ley conocida como 'Lex Tusk'.
Justificó su decisión de la siguiente manera: "Ante la firma por parte del señor Presidente de una ley que permite destruir la libertad y la democracia en nombre de los intereses del partido, no puedo permanecer inactivo. En mi opinión, la violación drástica de la Constitución de la República de Polonia y la priorización de los intereses del partido sobre el interés nacional me obligan a tomar la decisión de renunciar a mi participación en el Consejo Nacional de Desarrollo.

## Membresía en sociedades científicas
- Sociedad Europea de Virología
- Sociedad Americana de Virología
- Sociedad Virológica Polaca
- Sociedad Polaca de Biología Celular

## Premios
- 2022: Medalla de San Cristóbal[31]
- 2022: Premio especial de la prensa de Polonia[32]
- 2022: Premio "Perspectivas Médicas" [33]
- 2021: Premio de la Ciudad de Cracovia[34]
- 2021: Medalla Nicolaus Copernicus de la Academia de Ciencias de Polonia[35]
- 2021: El título de Promotor de Polonia de la Fundación Emblema Promocional de Polonia
- 2021: Hombre del año de Gazeta Krakowska[36]
- 2020: Premio del Ministro de Ciencia y Educación Superior
- 2018: Premio de profe. K. Bassalik
- 2018: Premio individual del rector de la Universidad Jagellónica
- 2014: Premio individual del rector de la Universidad Jagellónica
- 2013: Premio individual del rector de la Universidad Jagellónica
- 2012: Beca del Ministerio de Ciencia y Educación Superior para jóvenes científicos destacados
- 2011: Premio individual del rector de la Universidad Jagellónica
- 2008: premio semanal Polityka
- 2008: Beca START de la Fundación para la Ciencia Polaca
- 2008: Premio de la Sociedad Holandesa de Enfermedades Infecciosas a la mejor tesis doctoral en los Países Bajos, 2005-2007